# Dystonie
Dystonie is een vrij zeldzame neurologische aandoening die zich kenmerkt door motorische stoornissen, aanhoudende samentrekking van spieren of spiergroepen en/of herhaalde bewegingen. Soms kan een lichaamsdeel als gevolg van de aandoening een onnatuurlijke stand aannemen. Een verschil met tics is dat het verschijnsel door de patiënt niet te onderdrukken is.
Dystonie kan zich voordoen in één lichaamsdeel (focaal), bijvoorbeeld de oogleden of een van de ledematen, maar ook in meerdere lichaamsdelen tegelijk (segmentaal, als deze aan elkaar grenzen; multifocaal, als deze niet aan elkaar grenzen). Een extreem voorbeeld is wel gegeneraliseerde idiopathische dystonie, waarbij alle spiergroepen van het lichaam betrokken kunnen zijn. Gewoonlijk laat de aandoening na enige jaren van verslechtering een stabilisering zien. Spontane remissie wordt in een beperkt aantal gevallen (10 à 15 %) waargenomen, alhoewel er daarna toch weer van een terugval sprake kan zijn.
De aandoening komt zowel bij mannen als bij vrouwen voor en in alle leeftijdsklassen, maar vaker bij ouderen. Dystonie kan het gevolg zijn van erfelijke aanleg, maar ook spontaan ontstaan zonder aanwijsbare oorzaak. Wat betreft de mate aan invaliditeit is er een relatie te leggen met de leeftijd waarop de kwaal zich voor het eerst manifesteert. Hoe eerder zij optreedt, hoe groter de kans dat meerdere spiergroepen zullen worden aangetast, vooral bij kinderen (gegeneraliseerde dystonie). De ziekte kan dan leiden tot volledige invaliditeit, maar is op zich niet letaal. Ook het intellectuele vermogen blijft onaangetast.
| Naam                                              | Onwillekeurig samentrekkende spieren |
| ------------------------------------------------- | --- |
| Blefarospasme                                     | Musculus orbicularis oculi en aangrenzende gelaatsspieren. De combinatie van blefarospasme en oromandibulaire en linguale dystonie staat bekend als craniale dystonie, syndroom van Meige of syndroom van Brueghel |
| Oromandibulaire dystonie                          | Kaak en mond |
| Linguale dystonie                                 | Tong |
| Spasmodische dysfonie                             | Strottenhoofd (fluisterende of bemoeilijkte spraak) |
| Dystonische dysfagie                              | Keel |
| Torticollis spasmodica (Cervicale dystonie)       | Nek, met name de musculus sternocleidomastoideus |
| Schrijverskramp en andere beroepskrampen (musici) | Hand, onderarm en arm |
| Axiale dystonie                                   | Voet, been en dij |

## Primaire (idiopathische) en secundaire (symptomatische) dystonie
De meeste patiënten hebben een zogenaamde primaire dystonie. Dat wil zeggen dat na medisch onderzoek geen oorzaak voor de dystonie is gevonden. Zulke patiënten hebben geen geboorte trauma, een normale fysieke en mentale ontwikkeling, geen epilepsie, vertonen geen tekenen van schade aan piramidale, cerebellaire of visuele systemen. Ze hebben niet de ziekte van Wilson en hersenenscans vertonen geen afwijkingen.
Bij secundaire dystonie is er sprake van een aandoening of andere oorzaak die de dystonie veroorzaakt. Het voert te ver om hier uitgebreid in te gaan op allerlei facetten van aandoeningen die dystonie kunnen veroorzaken. Echter, een drietal zaken verdient toch bijzondere aandacht.
1. De ziekte van Wilson dient te worden uitgesloten. Hiertoe worden de ceruloplasmine- en koperspiegel bepaald, en de ogen en lever onderzocht.
2. Hersenscans laten goed zien of er sprake is van structurele veranderingen in de hersenen, die de dystonie zouden kunnen veroorzaken.
3. Van antipsychotica en antiparkinson-middelen is zeer wel bekend dat zij bewegingsstoornissen kunnen veroorzaken. Met name als de klachten niet langer dan een aantal weken manifest zijn, zijn deze goed te behandelen.[2]

| Enige oorzaken van secundaire (symptomatische) dystonie | Enige oorzaken van secundaire (symptomatische) dystonie | Enige oorzaken van secundaire (symptomatische) dystonie                |
| Metabole ziekten                                        | Neurodegeneratieve ziekten                              | Andere oorzaken                                                        |
| ------------------------------------------------------- | ------------------------------------------------------- | ---------------------------------------------------------------------- |
| Ziekte van Wilson                                       | Ziekte van Huntington                                   | Kernicterus                                                            |
| Homocystinurie                                          | Ziekte van Parkinson                                    | Perinatale hersenbeschadiging                                          |
| Metachromatische leukodystrofie                         | Progressieve supranucleaire paralyse                    | Virale encefalitis                                                     |
| Ziekte van Pelizaeus-Merzbacher                         | Syndroom van Hallervorden-Spatz                         | Hoofdletsel                                                            |
| Ziekte van Leigh                                        | Neuroacanthocytose                                      | Herseninfarct                                                          |
| Lesch-Nyhan syndroom                                    | Ataxia telangiectasia                                   | Hersentumor                                                            |
| Glutaar acidurie                                        | Familiaire basalegangliacalcificatie                    | Bijwerking van geneesmiddelen (antipsychotica, antiparkinson middelen) |
| GM1 en GM2 gangliosidose                                | Pontiene myelinolyse                                    | Toxines (mangaan, koolmonoxide, wespensteek)                           |

### Early-onset- en late-onsetdystonie
Deze termen geven aan op welke leeftijd de dystonie zich voor het eerst bij de patiënt manifesteert. Early-onset < 27 jaar, late-onset > 27 jaar. Men maakt dit onderscheid omdat de leeftijd vaak verband houdt met de anatomische locatie waar de dystonie zich voordoet. Early-onsetdystonie betreft in eerste instantie meestal een arm of been, en minder vaak de nek, stembanden of schedelspieren. Voor late-onset primaire dystonie geldt globaal het omgekeerde: in eerste instantie zijn meestal de nek of schedelspieren betroffen, en minder vaak een arm, en slechts zeer zelden een been.

## Epidemiologie
De prevalentie van primaire dystonie varieert van 50 per miljoen voor early-onset dystonie, en van 30-7320 per miljoen voor late-onset dystonie. Echter, de kwaliteit van de onderzoeken waar deze cijfers op gebaseerd zijn, is niet altijd even goed. De gegevens van een aantal specifieke groepen personen is veel betrouwbaarder. De prevalentie van early-onsetdystonie bij Ashkenazi Joden in New York bedraagt 111 per miljoen, 600 per miljoen voor late-onsetdystonie in noord Engeland, en 3000 per miljoen voor late-onsetdystonie bij Italianen van boven de 50.

## Behandeling

### Fysiotherapie
Fysiotherapie en braces dienen ertoe om de houding te verbeteren en contracturen, met mogelijke permanente bewegingsvermindering te voorkomen. Met name door kinderen worden braces niet goed verdragen. Daarentegen kunnen sommige patiënten met cervicale dystonie er veel baat bij hebben. In het bijzonder als zij zelf al een sensory trick hebben ontdekt. Dat wil zeggen, dat zij bij zichzelf ontdekt hebben, dat door nek of hoofd op een bepaalde manier aan te raken, of te ondersteunen, het hoofd zich zonder al te veel moeite in de gewenste stand laat houden. Met een nek/hoofd-brace kan dan het effect van de sensory trick worden nagebootst. De patiënt heeft dan zijn arm en hand weer vrij. Vingerspalken, en intensieve vingeroefeningen, kunnen bij musici met focale handdystonie de klachten doen afnemen. Het gebruik van een spalk of brace voor de behandeling van een focale dystonie van de arm kan effectief zijn, echter immobilisatie van een dystonische ledemaat kan de dystonie ook verergeren. Een alternatief voor immobilisatie is constraint induced movement therapy, welke ook wordt toegepast bij rehabilitatie na een herseninfarct.

### Medicamenteus

#### Botulinetoxine
Met de introductie, in de jaren 80, van botulinetoxine in de medische praktijk, boekte men enorme vooruitgang in de behandeling van dystonie. Botulinetoxine kan gebruikt worden voor de behandeling van verschillende focale dystoniën, waaronder blefarospasme, oromandibulaire dystonie, schrijverskramp en andere beroepskrampen. De meeste ervaring is opgedaan bij de behandeling van cervicale dystonie. Een groot aantal klinische studies heeft aangetoond dat de behandeling met botuline toxine veilig en effectief is, en bovendien de levenskwaliteit positief beïnvloedt. Omdat het middel eiwit bevat, kan resistentie optreden. Dit gebeurt echter zelden, in minder dan 1 procent van de gevallen. Botuline toxine wordt thans beschouwd als middel van eerste keus bij de behandeling van cervicale dystonie. Het wordt toegediend via intramusculaire injectie, meestal eenmaal per 3 maanden.

#### Overige geneesmiddelen
Een kleine groep patiënten, 5 procent van de kinderen met dystonie, heeft baat bij het gebruik van een dopaminergicum (levodopa). Omdat de response op levodopa dramatisch goed kan zijn, kan men overwegen bij alle kinderen en adolescenten met een gegeneraliseerde of segmentale dystonie, te starten met een proeftherapie met levodopa. Een gebruikelijk regime is 100 mg levodopa, samen met 25 mg van een decarboxylaseremmer (bijvoorbeeld benserazide), teneinde de effectiviteit van de levodopa te vergroten.
Baclofen, een GABA-B-agonist, kan effectief zijn, in het bijzonder bij oromandibulaire dystonie, en bij kinderen. Dosis 40–180 mg per dag.
Antidopaminerge middelen zouden eigenlijk niet meer gebruikt moeten worden, vanwege hun gebrek aan effectiviteit en het veelvuldig optreden van bijwerkingen. Een uitzondering hierop is tetrabenazine.
Anticholinerge middelen zoals trihexyfenidyl zijn effectief bij de behandeling van dystonie waarbij grotere delen van het lichaam zijn aangedaan. Starten met 2 mg voor het slapen gaan, en gedurende 4 weken verhogen naar 12 mg per dag. Sommige patiënten hebben hogere doses nodig, tot 100 mg per dag. Het risico op bijwerkingen als sufheid, urineretentie (vasthouden van vocht) en een zeer droge mond nemen dan toe. Pyridostigmine, pilocarpine oogdruppels en kunstspeeksel kunnen deze klachten doen afnemen.
Vaak hebben patiënten een combinatie van middelen nodig. Spierverslappers zoals benzodiazepinen (diazepam, lorazepam of clonazepam), tizanidine, orfenadrine kunnen toegevoegd worden aan anticholinergica, als die alleen onvoldoende effectief zijn. Clonazepam kan in het bijzonder bij blefarospasme en bij dystonie met korte trekkende bewegingen, effectief zijn.